# つぐみへ…〜小さな命を忘れない〜
『つぐみへ… 〜小さな命を忘れない〜』（つぐみへ… 〜ちいさないのちをわすれない〜）は、2000年7月6日から9月14日までテレビ朝日系列で木曜ドラマ（毎週木曜日20:54 - 21:48）に放送されていた日本のテレビドラマである。全11回。

## 概要
つぐみへ… 〜あなたの小さな命を忘れないために〜
遺された者の哀しみを、誰が救ってくれるのですか。
殺伐としている世の中、突然自分の子供を奪われる事件は多発している。残された遺族はただ泣き寝入りするばかり。
どう足掻いても子供の命は戻ってこない。命は何にも代えられない。このドラマ以降も小さな命を奪われる事件は絶えず、哀しみは増すばかり。遺族は何をすればよいのか? 容疑者のその後は?
犯罪被害者遺族の闘いをリアルに描いたサスペンスドラマ。

## ストーリー
丘咲孝（仲村トオル）と妻の優美（鶴田真由）は一人娘のつぐみ（春名美咲）と共に東京郊外にマイホームを構え、越してきた。
一家3人、新しい街で始めるこれからの生活に明るい希望を持っていた。
しかし、ある日突然娘が帰らぬ人となる。何故…? それは事故ではなく事件だった。
突然娘を奪われた夫婦が苦しみながらも生き抜く姿を描くヒューマンサスペンスストーリー。
あなたの命は確かにこの世に存在していたのよ。たとえそれが小さく短くても。

## キャスト
- 丘咲 優美（おかざき ゆみ） - 鶴田真由：孝の妻でありつぐみの母親、29歳。
- 丘咲 孝（おかざき たかし） - 仲村トオル：優美の夫であり、つぐみの父親、35歳。
- 丘咲 つぐみ（おかざき つぐみ） - 春名美咲：孝と優美の一人娘。7歳、小学校2年生。序盤で何者かに殺害される。
- 吉村 真佐規（よしむら まさき） - 金子賢：つぐみが通う街の歯科医、28歳。一見優しい好人物のようだが、過去に問題を起こしており、優美にストーカー行為を行う。
- 菅沼 涼子（すがぬま りょうこ） - さとう珠緒：週刊スポットの新人記者、24歳。吉村が過去に起こした事件を調査しにくる。
- 藤田 昇（ふじた のぼる） - 近藤芳正：横浜北警察署警部補、33歳。
- 吉村 比佐枝（よしむら ひさえ） - 大谷直子：真佐規の母親、52歳。
- 長谷川 みどり（はせがわ みどり） - 高木りな：孝の部下 孝に思いを寄せる、20歳
- 沢木 こずえ（さわき こずえ） - 村上綾歌：吉村デンタルクリニックの歯科助手
- 小宮山 啓一（こみやま けいいち） - 松澤一之：週刊スポット編集者
- 倉沢 幹雄（くらさわ みきお） - 北村総一朗：真佐規の弁護士
- 丘咲 郁（おかざき かおる） - 佐々木すみ江：孝の母親
- 小石巡査（こいしじゅんさ） - 渡辺いっけい：派出所巡査
- 日下部 昭次（くさかべ しょうじ） - 山﨑努：刑事、59歳。以前娘を殺されたことがある。

## スタッフ
- 脚本：寺田敏雄、小田切正明
- 演出：小田切正明
- プロデューサー：霜田一寿、内山聖子
- 美術制作：村上輝彦
- 美術協力：テレビ朝日クリエイト
- 音楽：周防義和
- 音楽プロデューサー：和田亨
- 音楽協力：テレビ朝日ミュージック
- 医事指導：香宗我部亜人
- 法律監修：久島和夫
- 技術協力：テイクシステムズ、多摩スタジオ、ザ・チューブ
- 制作：ザ・ワークス、テレビ朝日

## 主題歌
- 主題歌：Janne Da Arc 「will〜地図にない場所〜」（cutting edge）
- テーマソング：アンズ・クリスティーナ「THE ROSE」（avex trax）

## サブタイトル
- 第1回 「突然最愛の娘が奪われる」（2000年7月6日放送） 13.3%
- 第2回 「あなたはまだ生きている!!」（2000年7月13日放送） 13.9%
- 第3回 「あなたは死んで、あいつは生きている」（2000年7月20日放送） 13.1%
- 第4回 「僕が…殺しました」（2000年7月27日放送） 14.4%
- 第5回 「ママはあなたのそばに逝く」（2000年8月3日放送） 12.0%
- 第6回 「海へ…私達は絶対に壊されたりしない」（2000年8月10日放送） 11.2%
- 第7回 「そして父の復讐は始まった」（2000年8月17日放送） 10.6%
- 第8回 「今ここで僕を殺して下さい」（2000年8月24日放送） 11.1%
- 第9回 「痛みを分かちあえる人がいる」（2000年8月31日放送） 11.4%
- 第10回 「あなたならどうしますか?」（2000年9月7日放送） 11.1%
- 最終回 「最終章…あなたを産んでよかった…」（2000年9月14日放送） 12.0%

　※数字は視聴率（ビデオリサーチ社調べ・関東地区）

## 関連書籍
- 「つぐみへ… あなたの小さな命を忘れないために」（2000年9月、光進社、著・寺田敏雄、ISBN 978-4877610494）